# 貝爾格灣
71°27′S 169°27′E / 71.450°S 169.450°E
貝爾格灣是南極洲的海灣，位於維多利亞地的彭內爾海岸，處於生日角和艾蘭斯角之間的羅伯特森灣西岸，在1911年由英國的探險隊命名和繪入地圖。